# Écleux
Écleux är en kommun i departementet Jura i regionen Bourgogne-Franche-Comté i östra Frankrike. Kommunen ligger i kantonen Villers-Farlay som tillhör arrondissementet Dole. År 2022 hade Écleux 217 invånare.

## Befolkningsutveckling
Antalet invånare i kommunen Écleux
Referens:INSEE